# Elementos notáveis de um triângulo
Os elementos notáveis de um triângulo são aqueles pontos, retas ou círculos definidos em relação a esse triângulo e que tenham propriedades geométricas notáveis.

## História
Embora os gregos antigos descobrissem os centros clássicos de um triângulo, eles não haviam formulado nenhuma definição de centro de triângulo. Depois dos gregos antigos, vários pontos especiais associados a um triângulo como o ponto Fermat, centro de nove pontos, ponto Lemoine, ponto Gergonne e ponto Feuerbach foram descobertos. Durante o renascimento do interesse pela geometria do triângulo na década de 1980, notou-se que esses pontos especiais compartilham algumas propriedades gerais que agora formam a base para uma definição formal do centro do triângulo.

## Pontos notáveis

Um triângulo escaleno (ΔABC) com centro de gravidade (G), o centro do círculo inscrito (I), centro do círculo circunscrito (O) e ortocentro (H)

- Centro de um círculo circunscrito ou ponto de interseção das mediatrizes
- Centro do círculo inscrito ou ponto de interseção das bissetrizes
- Ortocentro ou ponto de interseção das alturas
- Centro de gravidade ou ponto de interseção das medianas
- Exincentro
- Pontos de Brocard
- Pontos de Feuerbach
- Ponto de Fermat
- Ponto de Miquel
- Ponto de Gergonne
- Ponto de Nagel
- Ponto de Vecten
- Pontos isogonais
- Ponto de Lemoine
- Pontos de Terquem
- Ponto de Torricelli

## Retas notáveis
- Bissetriz
- Reta de Brocard
- Reta de Euler
- Reta de Lemoine
- Reta de Newton
- Reta de Simson (ou reta de Wallace)
- Reta de Steiner
- Hipotenusa
- Mediana
- Alturas
- Mediatriz
- Ceviana
- Meneliana
- Simediana
- Eixo órtico

## Círculos notáveis
- Círculo circunscrito
- Círculo de Apolónio
- Círculo de Euler
- Círculos de Lemoine
- Círculo de Miquel
- Círculo de Taylor
- Círculo de Tücker
- Círculo exinscrito
- Círculo inscrito
- Círculo podaire
- Círculo de Brocard

## Triângulos notáveis
- Triângulo de Bevan
- Triângulo de Feuerbach
- Triângulo de Gergonne
- Triângulo de Morley
- Triângulo de Nagel
- Triângulo inscrito de perímetro mínimo (Problema de Fagnano)
- Triângulo mediano
- Triângulo órtico
- Triângulo podaire
- Triângulo tangencial

## Curvas notáveis
- Deltoide de Steiner
- Parábola tritangente